# Assalto alla diligenza
Nella dialettica politica italiana, la locuzione assalto alla diligenza è una frase d'autore entrata in uso all'inizio del Novecento, a seguito di un telegramma inviato da Giovanni Giolitti a Vito De Bellis il 19 marzo 1910 per invitarlo, unitamente ai suoi sostenitori, a "dare l'assalto" al governo Sonnino II; si trasformò in "assalto alla diligenza" nei commenti dei membri del governo durante la discussione.

## Usi successivi attestati
La locuzione fu poi rievocata quasi cinque anni dopo da Antonio Salandra, il quale la richiamò il 13 gennaio 1915 per definire il tentativo di attacco al suo secondo governo da parte delle opposizioni, puntualizzando che il tempo delle diligenze era terminato, ora c'erano le automobili blindate e da bordo di queste si sarebbe sparato con mitragliatrici.
Nella politica di fine Novecento la locuzione fu reintrodotta con riferimento alle modalità di approvazione di alcune leggi di spesa ove i parlamentari propongono emendamenti a vantaggio di interessi specifici.

### News
- Elezioni politiche? NO! Solo assalto alla diligenza., in Tirreno News. URL consultato il 26 dicembre 2013.
- L'assalto alla diligenza, in La Repubblica. URL consultato il 26 dicembre 2013.
- Governo rinuncia al decreto salva Roma. Norma affitti d’oro nel Milleproroghe, in Il Fatto Quotidiano. URL consultato il 26 dicembre 2013.